# 盐甲烷球菌属
盐甲烷球菌属为甲烷八叠球菌科的一个属。该属的模式种为多氏盐甲烷球菌（Halomethanococcus doii）。

## 下属物种
- 多氏盐甲烷球菌 Halomethanococcus doii Yu and Kawamura 1988